# Saint-Hippolyte (Quebec)
Saint-Hippolyte, antiguamente Abercrombie-Partie-Est y Saint-Hippolyte-de-Kilkenny, es un municipio perteneciente a la provincia de Quebec en Canadá. Está ubicado en el municipio regional de condado (MRC) de La Rivière-du-Nord en la región administrativa de Laurentides.

## Geografía
Saint-Hippolyte se encuentra en la parte norte del MRC de La Rivière-du-Nord 15 kilómetros al norte de Saint-Jérôme, chef-lieu del MRC, y 55 kilómetros al norte de Montreal. Limita al norte con Sainte-Adèle, al noreste con Chertsey, al este con Saint-Calixte, al sureste con Saint-Lin–Laurentides, al sur con Sainte-Sophie, al suroeste con Prévost y al oeste con Piedmont. Su superficie total es de 132,97 km², de los cuales 120,46 km² son tierra firme. Está situado en los primeros contrafuertes de las Laurentides, con un relieve ondulado y más de 62 estanques como los lagos Écho, Connelly y de l'Achigan. El río L'Achigan baña el municipio. Una parte de 70 % del territorio es cubierto de bosque.

## Urbanismo
Las principales poblaciones de Saint-Hippolyte son Lac-Aubrisson, Les Hauteurs, Lac-Écho, Notre-Dame-des-Quatorze-Îles, Saint-Hippolyte (pueblo) y Lac-L'Achigan. El chemin des Hauteurs ( QC 333 ) une Saint-Hippolyte a Saint-Jérôme y a la autoroute des Laurentides ( A 15 ) al sur.

## Historia
Los primeros habitantes, escoceses e irlandeses, se establecieron hacia 1820. En 1832, el cantón de Kilkenny, del nombre de Kilkenny, una ciudad de Irlanda, fue creado aunque el de Abercromby fue medido en 1842 y el de Wexford. El municipio de cantón de Abercrombie-Partie-Est fue instituido en 1855. La parroquia católica de Saint-Hippolyte, honrando a Hipólito de Roma, fue creada en 1866 y la oficina de correos abrió en Saint-Hippolyte-de-Kilkenny el año 1870. El municipio cambió su nombre por el de parroquia de Saint-Hippolyte en 1951.

## Política
Saint-Hippolyte está incluido en el MRC de La Rivière-du-Nord. El consejo municipal está compuesto por seis consejeros sin división territorial. El alcalde actual (2015) es Bruno Laroche, que sucedió a Gilles Rousseau en 2009.
|            | 2005-2009                                                                               | 2009-2013                                                                                       | 2013-2017                                                                                       |
| Alcalde    | Gilles Rousseau                                                                         | Bruno Laroche                                                                                   | Bruno Laroche                                                                                   |
| Consejeros | Roger Bujeau Guy Delorme Louise Lalonde Bruno Laroche Hélène Noel-Watier Roland Sylvain | Gilles Beauregard# Yves Dagenais# Chantal Lachaine# Denis Lemay# Donald Riendeau# Philippe Roy# | Gilles Beauregard# Yves Dagenais# Chantal Lachaine# Denis Lemay# Donald Riendeau# Philippe Roy# |

* Al inicio del término pero no al fin.  ** Al fin del término pero no al inicio.  # En el partido del alcalde (2009-2013).
El municipio está ubicado en la circunscripción electoral de Rousseau a nivel provincial y de Rivière-du-Nord a nivel federal.

## Demografía
Según el censo de Canadá de 2011, Saint-Hippolyte contaba con 8083 habitantes. La densidad de población era de 67,0 hab./km². Entre 2006 y 2011 hubo un incremento de 864 habitantes (12,0 %). En 2011, el número total de inmuebles particulares era de 4784, de los cuales 3558 estaban ocupados por residentes habituales, otros siendo en mayor parte residencias secundarias.
Evolución de la población total, 1991-2015

## Economía
El medio ambiente y la proximidad de Montreal han permitido el desarrollo del veraneo y del turismo.